# Litsea auriculata
Litsea auriculata är en lagerväxtart som beskrevs av S.S. Chien & W.C. Cheng. Litsea auriculata ingår i släktet Litsea och familjen lagerväxter. Inga underarter finns listade i Catalogue of Life.